# Carl Friedrich Behrens

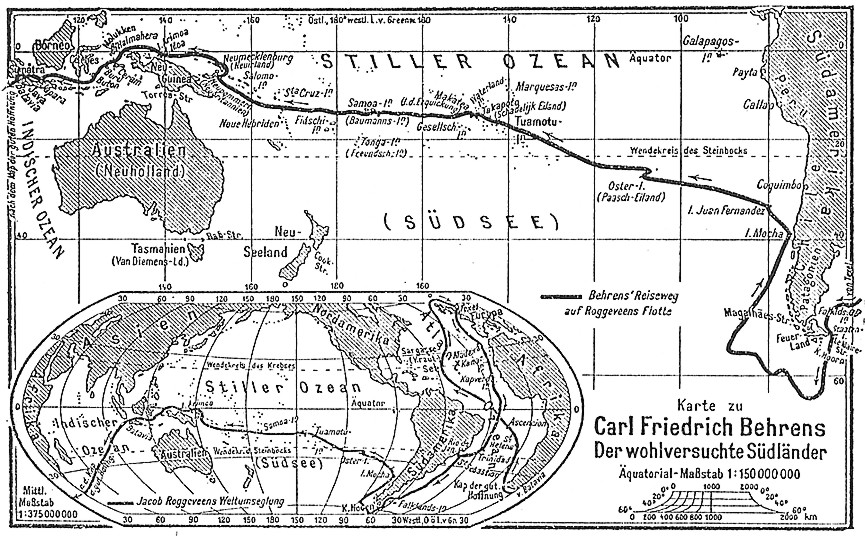
Kaart uit het reisverslag van Behrens

Carl Friedrich Behrens (Rostock in Mecklenburg, 1701  -   1750) was een Duitse zeeman en militair die met de rang van korporaal meevoer tijdens de expeditie van Jacob Roggeveen naar Zuidland, waarbij Paaseiland werd ontdekt en hij als een van de eerste Europeanen daar voet aan wal zette.

## Biografie
De toen 21 jaar oude Carl Friedrich monsterde in 1721 aan en vertrok op 1 augustus van dat jaar als bemanningslid van de zeereis onder leiding van Jacob Roggeveen met drie schepen en 244 man aan soldaten en zeelui. Het was een project van de West-Indische Compagnie met als doel het verkennen van de handelsmogelijkheden in het zogenaamde "Zuidland". Men vermoedde daar nog de aanwezigheid van een groot, bewoond continent.
Op Paaszondag 6 april 1722 werd Paaseiland (Rapa Nui) ontdekt en op 10 april gingen bemanningsleden, waaronder Carl daar aan land. Daarna ging de zoektocht naar het continent verder, maar men vond niets anders dan kleine eilanden. Een van de schepen leed schipbreuk. Met moeite werd de zeereis verder naar het westen voortgezet. Bijna de helft van de bemanning overleed. De reis eindigde in Batavia, het gebied waar de Verenigde Oost-Indische Compagnie de macht had. Roggeveen werd gevangengenomen en kon pas na lang onderhandelen zonder al te groot gezichtsverlies naar Nederland terugkeren met de overgebleven bemanning.
Ook Carl werd ziek maar overleefde het avontuur. Hoewel er in die tijd veel belangstelling bestond voor reisbeschrijvingen, is er over deze expeditie in de 18de eeuw in Nederland relatief weinig gepubliceerd. Zeker niet door deelnemers. Carl Friedrich heeft zijn verslag eerst in 1728 in dichtvorm (in het Duits) gepubliceerd. Hij was nog steeds ervan overtuigd dat er een bewoond continent bestond en deed in datzelfde jaar een poging om de VOC te overtuigen een nieuwe expeditie te ondernemen. Hij nam dienst bij de VOC en vertrok naar Batavia. In 1732 was hij alweer terug in Amsterdam en schreef een soort rapport Nader onderzoek door Karel Fredrik Behrens en bericht van zyne reyze naar Zuyd-Landen gedaan. Dit is geen echt reisverslag maar een document om de VOC te overtuigen van het nut van een expeditie. Hierop is niet ingegaan. In  1737 kwam hij met een reisverhaal in prozavorm. Dit werk was een groot succes, het werd vertaald in het Frans en uit het Frans ook in het Engels. Dit boek was lange tijd het meest uitgebreide document in druk dat door een deelnemer zelf was geschreven. Behrens vestigde zich na zijn avonturen als kruidkoekbakker in Neurenberg.